# Rue de l'Évêché (Nantes)
Pour les articles homonymes, voir Rue de l'Évêché.
La rue de l'Évêché est une artère de Nantes, en France.

## Situation et accès
Située dans le centre-ville de Nantes, la rue relie la place Saint-Pierre (au niveau de la jonction avec la rue du Roi-Albert) à la place Maréchal-Foch.

## Origine du nom
Le nom rappelle la présence de l'évêché qui était situé à proximité.

## Historique
La voie est une des plus anciennes de la ville. Elle fait partie de la voie romaine menant de Nantes à Lyon en passant par Angers, et qui parcourait l'antique cité des Namnètes en passant par « la chaussée », à savoir la « haute Grande-Rue » et la « basse Grande-Rue », après avoir traversé la place Saint-Pierre.
La décision de créer une rue moderne, permettant d'entrer dans la ville depuis la porte Saint-Pierre par laquelle aboutissait la route de Paris, date de 1763. Le principal obstacle était l'ensemble constitué par les fortifications médiévales, percé par la seule porte Saint-Pierre, relativement étroite. Cet ensemble, à l'est de la porte Saint-Pierre, formait le « boulevard de Saint-Pierre », dont l'accès depuis la motte Saint-Pierre se faisait via un pont. À l'ouest de la porte, les terrains au nord de la voie étaient alors occupés par les écuries de l'Évêché, la Conciergerie, la cour, le jardin et l'auditoire des Regaires. Le jardin joignait le mur de ville sur une longueur de 245 pieds (environ 80 mètres) selon l'historien Louis Bizeul.
Les plans sont dressés par Mathurin Crucy, qui projette la construction d'immeubles de rapport des deux côtés de la rue. Il prévoit des bâtiments austères, dont les rez-de-chaussée et entresols présentent une succession d'arches. Finalement, seul le côté nord-est est construit.
Un compromis entre la ville et l'évêché fut nécessaire pour entamer les travaux qui débutèrent en 1783 et se prolongèrent jusqu'en 1791. La voie de circulation, autrefois située dans l'axe du porche de la porte Saint-Pierre, est déplacée, au niveau de l'ancienne muraille, d'une dizaine de mètres vers le nord ; cette rectification a modifié le départ de la voie à l'est, mais pas son point de passage près de la cathédrale, côté ouest. Cette rectification a pour but de permettre à la rue de remplir son rôle de voie à grande circulation. Les immeubles de la rue sont à nouveau frappés d'alignement en 1793.
Cette voie, longtemps appelée « rue de la Porte-Saint-Pierre », a brièvement porté, pendant la Révolution, le nom de « rue Cerutti » du nom de Joseph-Antoine Cerutti, homme de lettres et journaliste, avant de prendre son nom actuel.
Au sud de la voie, les derniers bâtiments de l'évêché furent rasés en 1909-1910 afin de permettre l'élargissement de la rue. Un square occupe aujourd'hui leur emplacement.

## Bâtiments remarquables et lieux de mémoire
La cathédrale Saint-Pierre-et-Saint-Paul, bâtie entre 1434 et 1891, bénéficie d'un classement au titre des monuments historiques depuis 1862.
La Porte Saint-Pierre, le vestige le mieux conservé des remparts de la ville, datant du XVe siècle pour la partie basse, mais reposant sur des fondations d'époque gallo-romaine, est classée aux monuments historiques depuis 1909.